# Бренка, Кристина
Кристина Бренка (Врховец) (словен. Kristina Brenk; 22 октября 1911, Хорьюл, Австро-Венгрия — 20 ноября 2009, Любляна, Словения) — словенская писательница, поэтесса, переводчица и редактор.

## Биография
Кристина Бренка родилась в 1911 году в городке Хорьюл тогдашней Австро-Венгрии. Детство провела в родном городе, где закончила четыре класса начальной школы. Она продолжила учиться в Мариборе, там она закончила учительскую школу. Изучала психологию и педагогику в Люблянского университете и в 1939 году получила степень доктора. Во время учёбы Бренка посещала драматическую школу. Она решила создать молодёжный театр, поэтому в 1938 году изучала теорию молодёжного театра в Праге. В 1939 году получила звание доктора педагогических наук.
Во время Второй мировой войны Бренка присоединилась к Фронту освобождения Словении. С 1949 года до выхода на пенсию в 1973 году она работала редактором в издательстве «Младинська книга». В 1999 году Бренка получила награду «Левстик» за создание детских книг.
Писательница умерла в Любляне и похоронена на кладбище Жале.

## Творчество
В юности она писала игры, песни и рассказы для школьной газеты. До Второй мировой войны Кристина Бренка печаталась в «Люблянского звонке и современности». После войны печаталась в молодежных журналах «Детский сад», «Цицибан», «Курирчек», «Пионирський список», «Пионир», «Академический голос», «Нас пруд», «Груда». Про войну Кристина Бренка создала реалистические произведения. В мемуарах писательница рассказала о жизни матери-одиночки, семейной жизни после Второй мировой войны и встречи с писателями, иллюстраторами и юными читателями. Благодаря ей словенский молодежная литература стала предметом литературоведения и предметом преподавания на факультетах Словении. Первый перевод был опубликован в 1935 году. Она переводила и редактировала словенские и зарубежные сказки и стихи, в частности: Бабушкины сказки (Словенские народные сказки), Мамка Бршлянка (Всемирная народная сказка), Горшок Повар (Народные сказки славянских народов). В 2001 году была опубликована антология короткой прозы «Дар».

## Награды
- 1999 — получила литературную премию Левстика.
- Награда за лучшую оригинальную словенскую книгу, которую вручает Словенский издательская ассоциация с 2003 года, с 2011 года названа в честь Кристины Бренка.
- 1964 — Мемориальная доска для молодого поколения — Белград
- 1966 — Золотая доска для литературного творчества
- 1970 — бронзовая медаль за работы — Лейпциг
- 1972 — премия Левстика за книгу «Девушка-дельфин и лиса»
- 1974 — статуя курьера
- 1982 — доска Трубара
- 1984 — признание общиной Хорьюла
- 1997 — почетный знак свободы Республики Словения за жизненный труд в молодежной литературе и издательстве
- 1999 — Награда за жизненные достижения «Левстик»
- 2001 — звание почетного гражданина муниципалитета Хорджул
- 2007 — звание почетного гражданина Любляны